# Aeschynanthus horsfieldii
Aeschynanthus horsfieldii là một loài thực vật có hoa trong họ Tai voi. Loài này được R.Br. mô tả khoa học đầu tiên năm 1840.